# Michael Medved

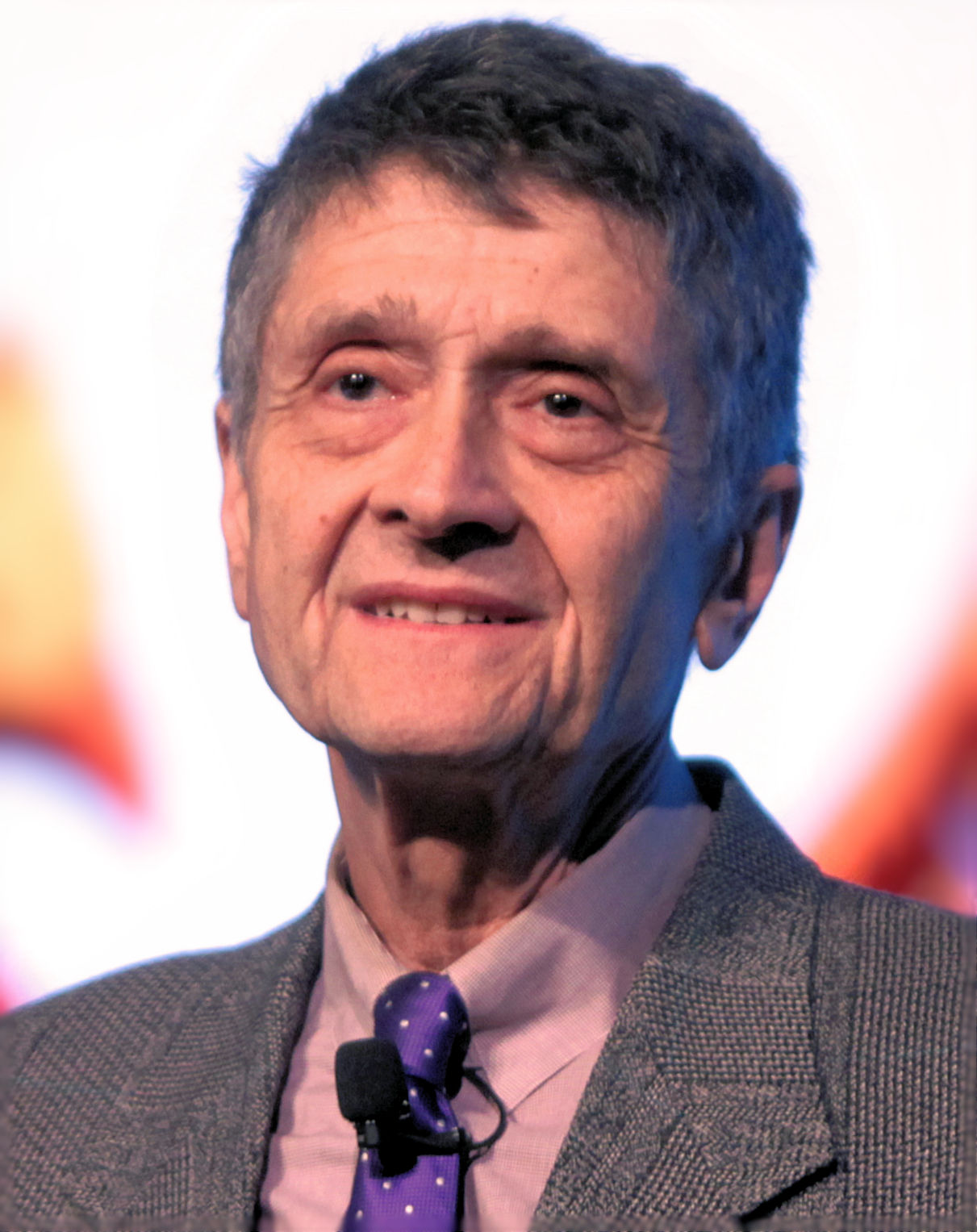
Michael Medved

Michael S. Medved (* 3. Oktober 1948 in Philadelphia) ist ein US-amerikanischer konservativer Talkradio-Moderator und Autor, sowie ehemaliger Filmkritiker. Sein werktägliche Sendung wird von dem konservativ-evangelikalen Salem Radio Network US-weit verbreitet.

## Leben
Michael Medved wurde in Philadelphia als Sohn von Renate (geborene Hirsch) und David Bernard Medved geboren. Sein Vater war Wissenschaftler und Veteran der US-Navy. Er wuchs in einem jüdisch geprägten Elternhaus auf; die Familien seiner Eltern stammten aus Deutschland und der Ukraine. Michael Medved wuchs in San Diego auf, wo sein Vater für Convair und die NASA arbeitete. Nachdem die Familie nach Los Angeles umgezogen war, besuchte er dort die Palisades High School und studierte mit 16 Jahren an der Yale University. 1969 graduierte er mit Auszeichnung an der Yale Law School.
Medved startete seinen journalistische Karriere als Filmkritiker. Seine frühen Buchveröffentlichungen zusammen mit seinem Bruder Harry Medved wie The Fifty Worst Films of All Time (1978) und The Golden Turkey Awards (1980) behandeln humoristisch besonders schlechte Filme. Seine späteren Veröffentlichungen nehmen eher einen kulturkritischen Bezug auf die Filmindustrie, wie etwa Hollywood vs. America: Popular Culture and the War on Traditional Values (1992), in dem er die „liberalen Medien“ für einen Werteverfall verantwortlich macht.
Michael Medved ist orthodoxer Jude und dennoch ist er Senior Fellow der christlich-konservativen Denkfabrik Discovery Institute.

## Radioshow
Medveds Radioshow war zeitweise die sechstgrößte Show des Landes, gemessen an den Hörerzahlen. 3,7 Millionen Hörer schalteten die dreistündige Michael Medved Show ein. Die von Salem produzierte Show wird von mehr als 200 Stationen im Besitz von Salem und anderer in ganz Amerika ausgestrahlt.
Salem Media nahm Medveds Sendung aus den Programmen seiner Sender auf dem wichtigen Radiomarks in Dallas. Als Grund vermutete Politico, dass sich Medved als einer der wenigen konservativen Radiomoderatoren gegen den damaligen Präsidentschaftskandidaten Trump aussprach.

## Positionen
Michael Medved war der einzige US-weit ausgestrahlte konservative Talkmoderator, der sich im Präsidentschaftswahlkampf 2016 vehement gegen Donald Trump aussprach. Er bezeichnete Trump als „unsicher, unvorbereitet und ärgerlich inhaltsleer“ („insecure, unprepared and angrily unhinged“). Medved forderte seine Hörer zu einem fairen Umgang mit der gegnerischen Hillary Clinton auf. Laut Politico verärgerte diese Haltung seine Produktionsfirma Salem, viele lokale Affiliates und zahlreiche Salem-Stammhörer. Medved merkte an, es schade seiner Karriere, dass er nicht auf den „Trump-Train“ aufgesprungen sei, jedoch könne er nicht anders, denn seine Sendung sei nicht nur ein Job.
Medved nahm deshalb auch nicht an der Salem-Tour zur Wahl 2016 teil. Die Salem-Kollegen Hzugh Hewitt, Mike Gallagher, Dennis Prager und der Schauspieler Jon Voight tourten durch die Swing States, um für die konservativen Positionen von Salem zu werben und ihre Hörer zu treffen.

## Persönliches Leben und Religion
Medved ist mit Diane Elvenstar Medved verheiratet; das Paar hat drei Kinder. Diane ist zum orthodoxen Judentum konvertiert.
1991 gründete Medved zusammen mit dem orthodoxen Rabbiner Daniel Lapin und dem Lobbyisten Jack Abramoff Toward Tradition im Bundesstaat Washington. Im Oktober 1994 war es Co-Sponsor der Konferenz „Toward a New Alliance: American Jews and Political Conservatism“ mit 300 Teilnehmern, darunter die Diskussionsteilnehmer Grover Norquist (Americans for Tax Reform), Ralph Reed (Christian Coalition), William Kristol (Herausgeber, The Weekly Standard) und David Horowitz (Center for the Study of Popular Culture). Gemeinsam mit Lapin half Medved bei der Wiederbelebung des Pacific Jewish Center, einer orthodoxen Synagoge in Venice, Kalifornien. Medved war fünfzehn Jahre lang Präsident des PJC, dessen Aufgabe es ist, sich für nicht verbundene und distanzierte Juden einzusetzen. In seinem Buch Right Turns: Unconventional Lessons from a Controversial Life erklärt er, dass sein Engagement für die Religion zu seiner konservativen politischen Einstellung geführt habe. Er ist ein Baal Teshuva (Rückkehrer zum orthodoxen Judentum).
Im November 2007 wurde Medved Senior Fellow am Discovery Institute, dem Zentrum der Bewegung für intelligentes Design.
Am 30. Januar 2015 gab Medved während seiner Live-Radiosendung bekannt, dass er sich auf unbestimmte Zeit von der Show beurlauben lassen werde, um sich einer Behandlung gegen Kehlkopfkrebs zu unterziehen. Am 21. April kehrte er in die Luft zurück.

## Bücher
- Michael Medved: Gottes Hand auf Amerika: Göttliche Vorsehung in der Neuzeit. Crown Publishing, 2019, ISBN 978-0-451-49741-3.[11][12]
- The American Miracle: Divine Providence in the Rise of the Republic. 2017
- Michael Medved: Das amerikanische Wunder: Göttliche Vorsehung im Aufstieg der Republik. Kronenforum, 2016, ISBN 978-0-553-44726-2.[13]
- Die 5 großen Lügen über amerikanische Unternehmen: Bekämpfung von Verleumdungen gegen die freie Marktwirtschaft. Three Rivers Press, 2009, ISBN 978-0-307-58747-3.
- The 10 Big Lies About America: Combating Destructive Distortions About Our Nation. 2009
- Right Turns: Unconventional Lessons from a Controversial Life, 2005, (explaining his conversion from being a liberal Democrat to conservative Republican)
- Saving Childhood: Protecting Our Children from the National Assault on Innocence, coauthored with his wife, clinical psychologist and author Diane Medved, 1998.
- Hollywood vs. America: Popular Culture and the War on Traditional Values, 1992.
- Son of Golden Turkey Awards (written with Harry Medved), 1986.
- The Hollywood Hall of Shame: The Most Expensive Flops in Movie History (written with Harry Medved), 1984.
- Hospital: The Hidden Lives of a Medical Center Staff, 1982.
- The Golden Turkey Awards, (which expanded on the earlier book.) Co-written by his brother, 1980.
- The Shadow Presidents: The Secret History of the Chief Executives and Their Top Aides, (a history of the White House Chiefs of Staff), 1979.
- What Really Happened to the Class of '65? 1977
- What Really Happened to the Class of '65? (written with David Wallechinsky), 1976.